# Партия за Франконию
Партия за Франконию (нем.: Partei für Franken) — это второстепенная партия в Германии, ориентированная в первую очередь на жителей франконских регионов Баварии.

## Выборы
В 2013 году партия впервые участвовала в государственных выборах Баварии, участвуя в трех из семи региональных округов Баварии; Верхняя Франкония, Средняя Франкония и Нижняя Франкония. Она получила 2,9% голосов в Верхней Франконии, 2,3% в Средней Франконии и 1,6% в Нижней Франконии (2,2% голосов во Франконском региональном самоуправлении и 0,7% всех голосов в Баварии).
В 2014 году она баллотировалась на местных выборах в Баварии от Фойхта, Хофа и Рота. В Фойхте она получила 4,8% голосов, получив одно место, в Хофе она получила 5,5% голосов, получив два места, а в Роте она получила 4,4% голосов, получив одно место.
Партия за Франконию участвовала в государственных выборах Баварии в 2018 году, но, в отличие от 2013 года, баллотировалась только в Средней Франконии и Нижней Франконии. Она получила значительно меньше голосов, чем в 2013 году, набрав всего 1,1% в Средней Франконии и 0,8% в Нижней Франконии (0,2% по штату).

## Цели партии
Партия Франконии стремится создать франконское свободное государство.